# Torjun (plaats)
Torjun is een bestuurslaag in het regentschap Sampang van de provincie Oost-Java, Indonesië. Torjun telt 5554 inwoners (volkstelling 2010).